# Ned Flanders
Nedward "Ned" Flanders Jr. è un personaggio della serie animata statunitense I Simpson. Venne disegnato per la prima volta da Rich Moore ed è doppiato nella versione originale da Harry Shearer. Contrariamente ad altri personaggi, Flanders non compare nei cortometraggi de I Simpson, ma venne creato subito per il primo episodio della serie ufficiale, Un Natale da cani. Il nome del personaggio deriva da quello dell'omonima strada situata a Portland (Oregon), città natale dell'autore Matt Groening.
Flanders è il vicino di casa della famiglia Simpson ed è generalmente detestato da Homer. È un cristiano devoto, oltre che uno dei pochi personaggi amichevoli e compassionevoli della città di Springfield, motivo per il quale sono molte le persone che gli vogliono bene e che si fidano di lui (addirittura nel film, Bart Simpson, sentendosi trascurato dal padre, vorrebbe avere Ned Flanders come padre). All'inizio della serie, Flanders avrebbe dovuto essere il classico vicino di casa dall'erba sempre più verde, con il compito di far arrabbiare Homer in qualunque occasione. Era anche un personaggio molto più secondario. Tuttavia, grazie alla popolarità del personaggio, Flanders divenne uno dei volti principali del cartone, ottenendo sempre di più ruoli importanti, fino a ricoprire il ruolo di protagonista in diversi episodi.

## Ruolo neI Simpson
Anche se si tratta di un personaggio secondario, a lui sono dedicate molte puntate: Flanders è il vicino dei Simpson: abita infatti al 740 di Evergreen Terrace, come si vede nell'episodio Il pulmino per bambini.
Ned Flanders, il cui vero nome è Nedward, è una delle poche persone bonarie di Springfield. Originario di New York, i suoi genitori, Nedward Sr. e Agnes, erano due artisti nichilisti della Beat Generation, che non gli impartirono alcuna educazione, facendolo crescere nella totale anarchia. Fu quindi sottoposto ad una terapia intensiva per il controllo della rabbia: a detta del dottor Foster, che lo aveva in cura, la terapia funzionò fin troppo bene, rendendo Ned incapace di esprimere qualsiasi genere di rabbia. Tale terapia consistette nello sculacciare Ned per otto mesi consecutivi. Dopo aver preso il diploma alla Oral Roberts University, Ned divenne un rappresentante farmaceutico, finché non decise di aprire un emporio per mancini, il Sinistrorium (in altre puntate Mancinorium, in originale Leftorium), un negozio nel centro commerciale di Springfield che vende appositamente gadget ed utensili per soli mancini (proprio come lui).
Nell'episodio Uragano Neddy la sua casa viene distrutta da un uragano e la cittadinanza la ricostruisce con risultati a dir poco disastrosi, facendola crollare nuovamente: Ned va su tutte le furie contro gli abitanti di Springfield e li insulta tutti, per poi andare spontaneamente nello stesso istituto psichiatrico che lo aveva curato da bambino. Homer viene convocato per tentare di curare Ned, ma tutte le sue provocazioni sono inefficaci, finché Flanders non inveisce contro i suoi stessi genitori, dicendo di odiarli (e anche il servizio postale per il via vai delle persone). A questo punto il dottor Foster ritiene che Ned sia guarito e lo fa uscire dal centro psichiatrico, accolto con gioia da tutti gli abitanti di Springfield. In un'altra puntata, si nota che Ned si è riconciliato con i suoi genitori.
Nell'episodio Di nuovo solo solino soletto, Ned e la sua famiglia si recano all'autodromo di Springfield (ricavato nella Riserva degli Uccelli), incontrando i Simpson. Qui Homer chiede alle "Ragazze Pandemonium" di sparargli addosso delle magliette promozionali, ma all'ultimo si abbassa (per raccogliere un fermacapelli) e le magliette colpiscono Maude, che perde l'equilibrio e cade dalle tribune, morendo. Dopo il suo funerale, Homer rivela a Ned che probabilmente Maude si sarebbe salvata se l'auto dei Simpson non avesse intralciato il passaggio dell'ambulanza.
Prima di questo episodio Ned viene portato da Homer a Las Vegas per farlo "sciogliere": qui, completamente ubriachi, sposano due cameriere, Amber e Ginger, per poi piantarle in asso alla fine della puntata, nascondendo l'accaduto a Maude e Marge. Tempo dopo la morte di Maude le due donne ricompaiono reclamando i loro diritti di mogli. Mentre Homer deve risolvere i conflitti con la sua famiglia, Ned, oramai rimasto vedovo, decide di adempiere ai suoi voti matrimoniali; Ginger però scappò poco dopo non sopportando l'anima troppo santarellina del marito.
Dopo la morte della moglie, Ned ha avuto delle relazioni con tre donne: la cantante christian rock, Rachel Jordan e una star del cinema, Sara Sloane. Nella ventiduesima stagione ha una relazione con Edna Caprapall, ma viene turbato dall'eccessivo numero di uomini con cui Edna è stata fidanzata. Tuttavia alla fine dell'episodio i due tornano assieme per poi sposarsi segretamente, come svelato nella ventunesima puntata della ventitreesima stagione. Successivamente il personaggio di Edna viene ritirato dalla serie e viene detto che è morta.
Nella ventinovesima stagione, si scopre che il negozio Sinistrorium situato nel centro commerciale di Springfield si è ridotto a poco più di una bancarella, per colpa della concorrenza spietata di un altro grande centro per mancini, e dopo aver acquistato l'altra metà della bancarella dal suo vicino di vendite, va di nuovo in bancarotta ed è costretto a chiudere.
Aiutato da Homer a trovare lavoro alla centrale nucleare, viene licenziato dopo pochi giorni, per via del suo carattere troppo onesto per Burns e i colleghi di Homer.
Infine verrà assunto come insegnante della quarta elementare della Scuola Elementare di Springfield, spronato dal pensiero della sua seconda moglie deceduta Edna, dove si farà rispettare dagli studenti, in particolar modo da Nelson Muntz, grazie all'aiuto di Bart.
Ned compare anche, con un ruolo di rilievo, in tre episodi de La paura fa novanta. Il primo è l'episodio La paura fa novanta IV, all'interno del quale vediamo Ned Flanders prendere le vesti del diavolo tentatore (esattamente come nell'ultimo livello di Homer The Flanders Killer); quando Homer si sorprende nel vederlo lui dice: «Il diavolo è sempre chi non ti aspetti». Nel secondo, La paura fa novanta X, Ned diventa un licantropo immortale e sbrana Homer. Nel terzo (La paura fa novanta XV), Ned è dotato di un macabro potere: toccando le persone è in grado di prevedere come moriranno.

### Caratteristiche principali
Viene presentato come una persona sincera, dolce, affettuosa, simpatica, timida e insicura. Queste sue qualità lo rendono uno delle persone più amate a Springfield e spingono molti a riporre facilmente fiducia in lui. Ned è un repubblicano, è ossessionato dalla religione e segue la Bibbia letteralmente, persino quando questa fornisce indicazioni contraddittorie (inoltre, "per essere del tutto al sicuro" evita anche di mangiare carne di maiale), per questo si sconvolge facilmente quando le sue idee sono messe in discussione. Quando questo accade, Ned chiama puntualmente (e a qualsiasi ora, anche della notte) il reverendo Timothy Lovejoy per chiedergli consiglio. Senza rendersene conto, Ned ha ossessionato il reverendo al punto tale da renderlo svogliato e disincantato verso l'attività pastorale e i problemi della sua comunità. Per questo Lovejoy prova rancore e odio nei confronti di Ned. Ned è molto onesto e sincero nell'attuazione della dottrina cristiana ed è sempre pronto ad aiutare i suoi vicini in qualunque occasione. A volte le sue buone azioni vengono anche ricambiate: ad esempio Homer salva il Sinistrorium dalla bancarotta e in un altro episodio, sempre Homer, organizza con la comunità la ricostruzione della casa di Ned, distrutta da un uragano, nonostante l'apparentemente perfetto sistema utilizzato per preservarla.
Nelle prime stagioni, Homer Simpson in genere detestava Ned a causa della sua perfezione e della sua situazione familiare, molto più agiata di quella dei Simpson. Per questo tormenta Ned con ogni genere di dispetti. Homer si fa continuamente prestare da lui oggetti che non restituisce mai e Ned non riesce a farseli mai rendere per non sembrare troppo indelicato. Da allora Homer ha uno strano rapporto di amore-odio verso Ned: a volte lo detesta più di ogni altra persona al mondo e non ha il minimo rispetto nei suoi confronti, in altre occasioni sembra provare addirittura affetto, anche se a modo suo, e spingendosi e impegnandosi ad aiutarlo. In genere Homer si arrabbia molto quando Marge definisce Ned un vicino perfetto e rimane sconvolto e rattristato quando Bart, nel film dei Simpson, dimostra di preferire Flanders come padre a lui.
Ned ha inoltre molti hobby, che tiene nascosti al resto della famiglia e che occupano intere stanze della sua casa, come la sala giochi o quella dei Beatles, di cui è un fan sfegatato, al punto tale da definirli "più famosi di Gesù."
Come tutti i personaggi della serie, Ned indossa sempre lo stesso abbigliamento: una camicia rosa coperta da un maglione verde, scarpe nere e un pantalone grigio. Il volto del personaggio è distinto dai suoi occhiali rotondi e da un paio di baffi marroni, a cui tiene particolarmente: si è più volte rifiutato di tagliarseli (come nell'episodio Casa alla larga da Homer); in un episodio si evince che tali baffi erano originariamente a manubrio ma in seguito ad un incidente pirotecnico si bruciò entrambe le punte assumendo l'aspetto attuale.
Nell'episodio 3 della stagione 30 si scopre che sotto ai suoi baffi c'è una profonda cicatrice che tiene nascosta, appunto, dai baffi. A dispetto delle apparenze, Ned ha un fisico palestrato, molto tonico, normalmente invisibile a causa della camicia e del maglione verde che porta sempre, oltre ad essere sessualmente superdotato, questo in contrasto con Homer che è grasso e sterile, a causa delle radiazioni della centrale.
Ned dice, nell'episodio Viva Ned Flanders della 10ª stagione, di avere 60 anni, quando afferma il suo diritto di avere la carta per gli sconti. Nella settima stagione afferma di abitare in Evergreen Terrace da oltre trent'anni. Tuttavia, nell'episodio Uragano Neddy si evince implicitamente come egli di anni ne abbia circa 38: il dottor Foster dice che sono passati 30 anni da quando lo conobbe da bambino.
Nell'episodio Homer annega nel suo diluvio universale diventa un regista di film religiosi biblici ultraviolenti per la casa produttrice di Montgomery Burns, dopo aver prodotto artigianalmente il film La passione di Caino e Abele (parodia implicita de La passione di Cristo di Mel Gibson), ma, per l'opposizione di Marge al suo kolossal I racconti del vecchio testamento, Burns lo licenzia.
Inoltre in un episodio mentre guarda con i figli la TV si nota che ha tutti i canali bloccati per la violenza (anche quelli non violenti ma che secondo lui non sono adatti ai figli) e alla fine scelgono il canale della guida al funzionamento della TV.
Nell'episodio Casa dolce casettina-uccia-ina-ina, Ned adotta i figli di Homer dopo che gli assistenti sociali li hanno portati via. Tuttavia alla fine dell'episodio i tre tornano da Homer e Marge.
In diverse puntate, soprattutto da quando è morta Maude, viene mostrato come Marge abbia un debole molto forte per Ned e che questo sia ricambiato (in una puntata arrivano anche vicino a baciarsi) ma la situazione si è sempre conclusa in un nulla di fatto e lei è sempre tornata da Homer.

## Personaggio

### Creazione
Ned Flanders fu disegnato per la prima volta da Rich Moore e fece la sua prima apparizione nel primo episodio della serie, Un Natale da cani. Essendo stato ideato per il primo episodio, Ned non apparve mai nei cortometraggi de I Simpson, ma fu introdotto subito dopo. Il nome di Flanders deriva dall'omonima strada situata a Portland (Oregon), città natale dell'autore Matt Groening.
Il primo episodio in cui Flanders, insieme al resto della sua famiglia, compare con un ruolo di rilievo è nell'episodio Mini Golf Kid. In questo episodio si vede per la prima volta il comportamento ostile di Homer nei confronti del vicino e dei suoi figli. L'episodio è diretto da Rich Moore, che disegnò per la prima volta il personaggio. In questi primi episodi, Flanders ha un ruolo minore e risulta il tipico vicino di casa perfetto, sempre gentile ed educato, quindi con caratteristiche totalmente opposte ad Homer, il quale lo detesta e ne è parecchio geloso. Mike Scully ha osservato che ad Homer piacerebbe essere Ned, anche se non lo ammette esplicitamente.

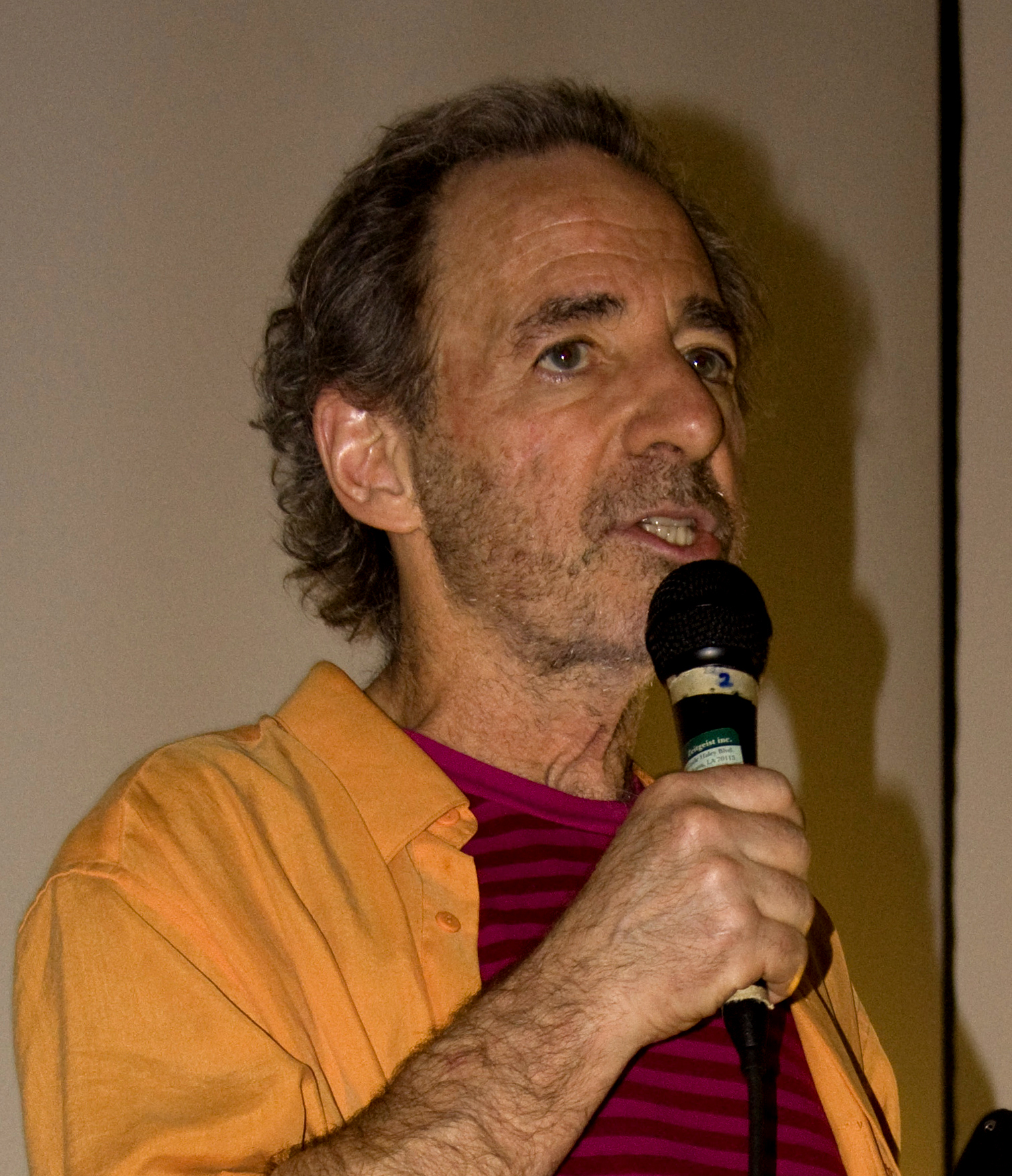
L'attore Harry Shearer, che presta la sua voce a Ned Flanders

### Voce
Il personaggio di Ned viene doppiato in inglese da Harry Shearer, che presta la voce a molti altri personaggi, tra cui Charles Montgomery Burns, Waylon Smithers, il Reverendo Timothy Lovejoy e l'autista Otto Disc. La voce di Shearer, definita come "dolce", spinse gli autori a rendere Ned un personaggio di religione cristiana. Nel doppiaggio originale, Ned ripete frequentemente la parola "diddly!". Il primo uso di quest'espressione è stato fatto nel settimo episodio della prima stagione, Il richiamo dei Simpson.
Ci sono state due occasioni in cui Flanders non è stato doppiato da Harry Shearer. In "La finestra sul giardino" nel momento in cui Flanders urla, la voce è di Tress MacNeille, mentre nell'episodio Homer il Max-imo è doppiato brevemente da Karl Wiedergott.
Nella versione italiana la voce di Flanders è doppiata nella terza stagione da Pino Insegno e dalla quarta stagione in poi da Francesco Prando.

### Sviluppo del personaggio
La scelta di fare di Ned un cristiano è stata influenzata dalla voce "dolce" del suo doppiatore, Harry Shearer. Il carattere di Flanders, progressivamente, è cambiato molto nel corso della serie, anche grazie alla notorietà ottenuta dal personaggio nelle sue apparizioni, le quali furono destinate ad aumentare man mano nel corso degli anni. Inizialmente si era pensato di trasformare Ned in una persona antipatica, ma tale idea venne in seguito scartata. Successivamente, gli sceneggiatori decisero di concentrarsi sul rapporto tra Ned e la sua religione, piuttosto che sul conflitto abituale con Homer. Inoltre, Ned comincia a perdere progressivamente quelle caratteristiche di "vicino perfetto" che aveva avuto fin dall'inizio. L'emporio per mancini gestito da Ned fu suggerito agli autori da George Meyer. Il nome dei membri della famiglia Flanders sono in assonanza con quello di Ned (Maude, Rod e Todd) e in rima con "God", ossia Dio.
La trasformazione di Ned da un semplice padre di famiglia modello che faceva da contrasto a Homer a un fanatico religioso al limite dell'idiozia non è passata inosservata tra i fan, che hanno coniato il termine "flanderizzazione" (flanderization) per indicare quando, come per Flanders, un personaggio di finzione (specialmente nei prodotti seriali) accentua sempre di più un solo tratto della propria personalità fino a esagerarlo assieme agli altri suoi difetti, finendo per diventare una parodia di se stesso.

### Le avventure di Ned Flanders
(sigla de Le avventure di Ned Flanders)
Le avventure di Ned Flanders è un cortometraggio che compare alla fine dell'episodio La facciata. L'unico sketch trasmesso è intitolato "Ama quel Dio (Love That God)" e mostra Ned rimproverare Rod e Todd per essersi rifiutati di andare in chiesa. Questi ultimi, alla fine del corto, lo informano che è sabato anziché domenica. L'origine del corto è assai semplice: prima della trasmissione dell'episodio "La facciata", gli autori si resero conto che quest'ultimo era troppo corto e perciò trovarono un espediente per allungarlo, creando il corto dedicato a Ned. Il corto venne scritto da Mike Reiss, Al Jean e Sam Simon, mentre l'episodio "La facciata" venne scritto da Adam I. Lapidus. Dopo la trasmissione dell'episodio, molti fan sono rimasti confusi sull'apparizione del corto. Dopo "Le avventure di Ned Flanders", gli autori decisero di produrre un intero episodio basato su cortometraggi dedicati a diversi personaggi di Springfield: 22 cortometraggi di Springfield. In questo episodio c'è anche un piccolo corto con protagonista Flanders e il reverendo Lovejoy. L'episodio, infine, ispirò a sua volta uno della serie Futurama, Trecento bigliettoni

## Accoglienza e influenza culturale
Ned Flanders è stato descritto come l'evangelico più conosciuto degli USA. Secondo Christianity Today «al giorno d'oggi nei campus universitari e nei licei americani il nome più associato con la parola "cristiano", oltre a "Gesù", non è "Papa" o "Madre Teresa" e neanche "Billy Graham". È invece, quello di un buffo figuro chiamato Ned Flanders della sitcom animata conosciuta come I Simpson. I baffi, gli spessi occhiali, il maglione verde e l'irreprensibile atteggiamento gioioso del vicino di Homer Simpson, lo hanno reso una figura indelebile, l'evangelico più intimamente conosciuto dai non-evangelici.» Nelle ultime stagioni, Flanders è diventato una caricatura della destra cristiana, ed è uno dei personaggi preferiti da molti spettatori cristiani. L'ex arcivescovo di Canterbury, Rowan Williams, è un grande fan della serie e, in particolare, di Flanders.
Peter Budaj, portiere della squadra canadese di hockey Canadiens de Montréal, ha la figura di Ned Flanders dipinta sul retro del casco.
Nelle edizioni del 2001 e del 2002 del Greenbelt festival, un evento dedicato alla cristianità nella musica e nelle arti, si è tenuta la "Notte di Ned Flanders". Nel 2001 è stato organizzato un concorso di sosia del personaggio e si è esibita la tribute band Ned Zeppelin, presente anche nel 2002. L'evento speciale ha avuto un grande successo: la struttura, che disponeva di soli 500 posti, è stata completamente riempita, mentre altre 1500 persone hanno dovuto assistere fuori dall'ingresso.

### Merchandising
Nel 2008 il libro Flanders' Book of Faith è stato incluso nella serie The Simpsons Library of Wisdom pubblicata da HarperCollins. Il volume si focalizza sulla vita del personaggio e sulla sua inattaccabile fede.